# Xã Sewickley, Quận Westmoreland, Pennsylvania
Xã Sewickley (tiếng Anh: Sewickley Township) là một xã thuộc quận Westmoreland, tiểu bang Pennsylvania, Hoa Kỳ. Năm 2010, dân số của xã này là 5.996 người.